# Samarstyniw
Samarstyniw (ukrainisch Замарстинів; russisch Замарстынов/Samarstynow, polnisch Zamarstynów) ist ein Stadtviertel der westukrainischen Stadt Lemberg (im Stadtrajon Schewtschenko), 2,5 Kilometer nördlich des Lemberger Marktplatzes am Fluss Poltwa.

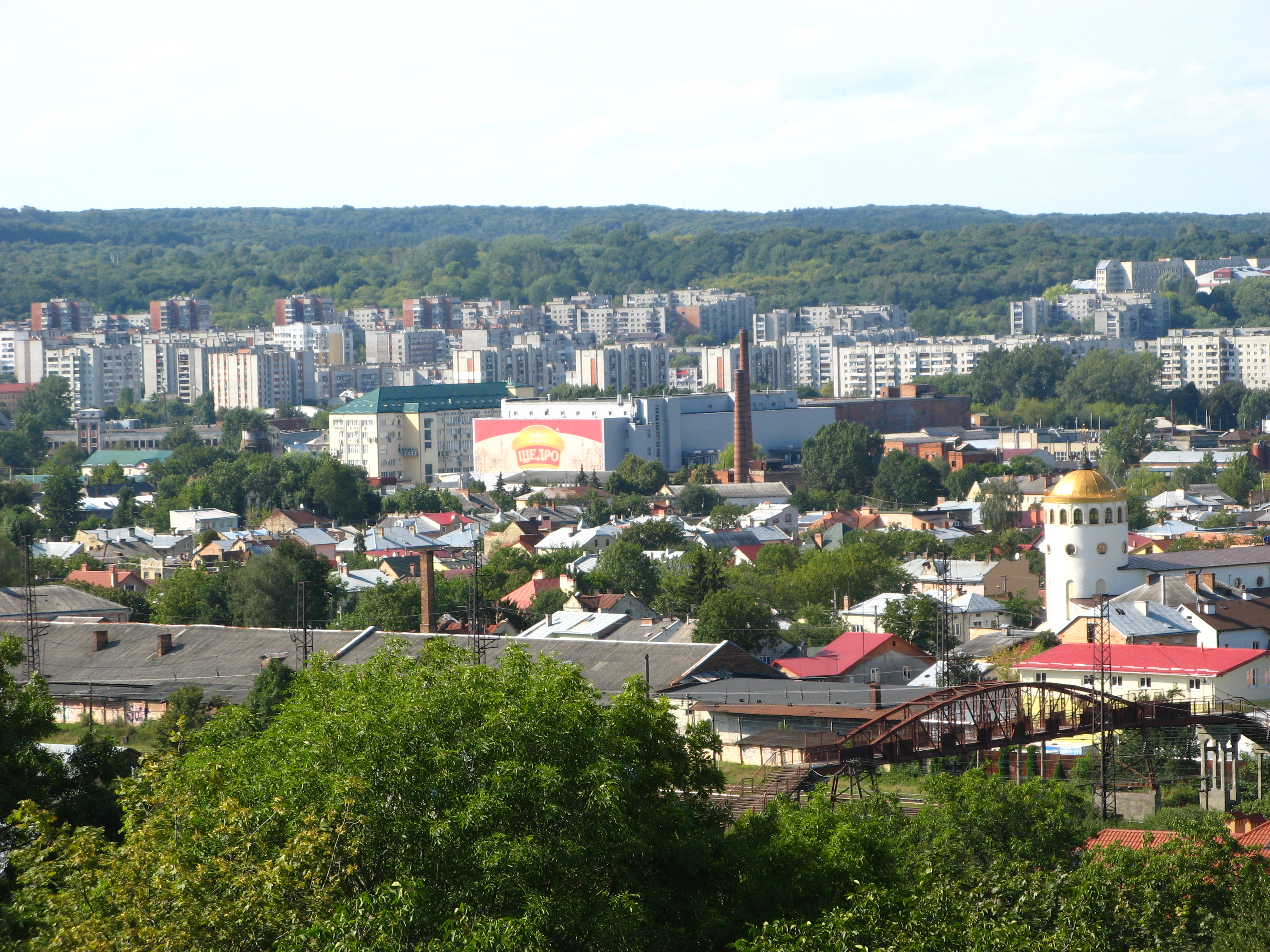
Blick auf den Stadtteil

## Geschichte

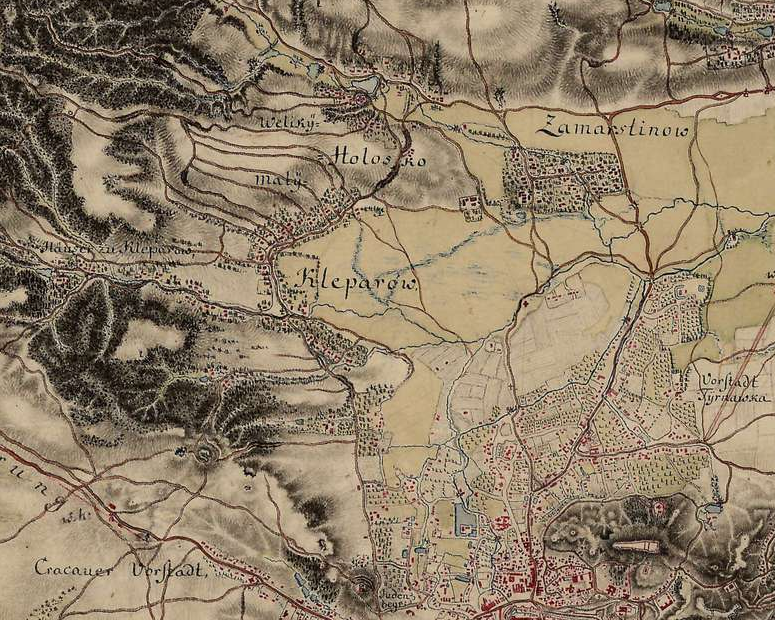
Samarstyniw und die Umgebung auf der Karte von Friedrich von Mieg (um 1780)

Der Zummersteyn forwerke wurde im Jahr 1423 gegründet. Unter den Lemberger Stadtbürgern mit diesem Nachnamen tauchten früher z. B. der Lemberger Vogt Andreas Somersteyn (1384) und Iohanne Zomersteyn (1415) auf. Das deutschrechtliche Dorf, das sich um das Vorwerk entwickelte, wurde später Zemerstyn bzw. villa Zummersteyn im Jahr 1443 benannt. Es gibt auch einige Einträge im Lemberger Stadtbuch aus dem 15. Jahrhundert, wo der Name [Michel Hoffman de] Zommersteynsdorff oder Zomersteyndorf überliefert wurde.
Das Dorf gehörte zunächst zur Adelsrepublik Polen-Litauen, Woiwodschaft Ruthenien, Lemberger Land und bis zum 16. Jahrhundert direkt der Stadt Lemberg, danach unter anderen war der Besitzer Mikołaj Hieronim Sieniawski. 1695 wurde es von Tataren fast völlig zerstört.
Bei der Ersten Teilung Polens kam das Dorf 1772 zum neuen Königreich Galizien und Lodomerien des habsburgischen Kaiserreichs (ab 1804). Im 19. Jahrhundert wurde das Dorf schrittweise zur Vorstadt von Lemberg.

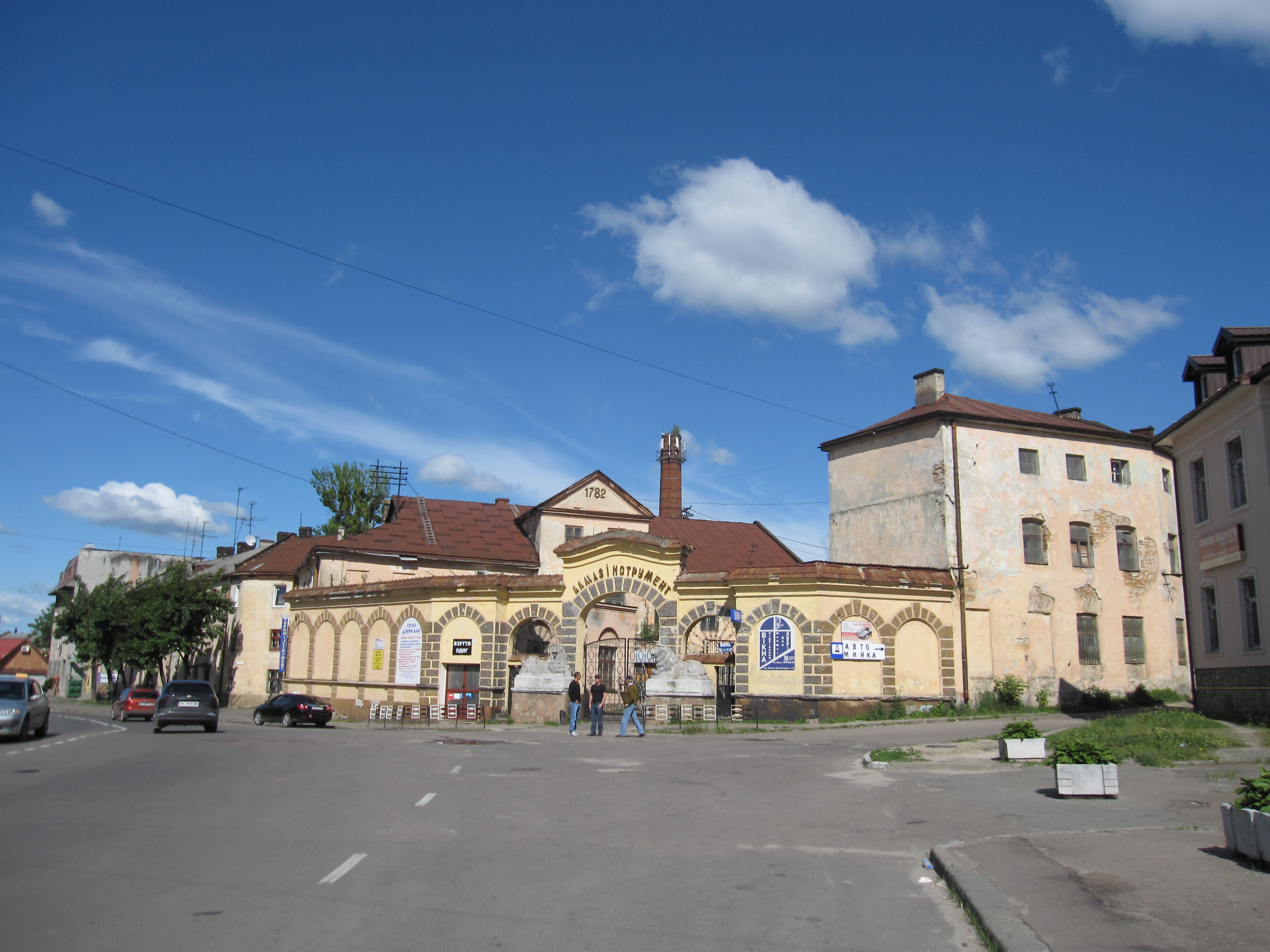
Ehemalige Liekerfabrik

Im Jahre 1900 hatte die Gemeinde Zamarstynów 582 Häuser mit 7339 Einwohnern, davon waren 6328 Polnischsprachige, 607 Deutschsprachige und 318 Ruthenischsprachige, 3921 waren römisch-katholisch, 1707 griechisch-katholisch, 1641 jüdischer Religion, 70 anderen Glaubens.
Nach dem Ende des Polnisch-Ukrainischen Kriegs 1919 kam die Gemeinde zu Polen. Im Jahre 1921 hatte sie 712 Häuser mit 8659 Einwohnern, davon waren 6372 Polen, 619 Ruthenen, 1630 Juden (Nationalität), 4377 römisch-katholisch, 1318 griechisch-katholisch, 42 evangelisch, 2914 Juden (Religion).
Der Ort wurde am 1. April 1931 nach die Stadt eingemeindet. In der Zwischenkriegszeit erfreute sich der Stadtteil, der vor dem Krieg über 1/3 der Stadtbewohner umfasste, eines schlechten Rufes, was sich unter u. a. in einem Roman von Gabriela Zapolska spiegelte. Im Zweiten Weltkrieg war er der Sitz des Ghetto Lemberg. Nach dem Krieg wurde er zum großen Teil mit Plattenbausiedlungen umgebaut.